# Мендрелюк, Дмитрий Евгеньевич
Дми́трий Евге́ньевич Мендрелю́к (р. 24 мая 1965) — российский медиабизнесмен, издатель и журналист, создатель и президент издательского дома «Компьютерра», основатель ряда популярных изданий. Создатель и первый главный редактор (1992—1994) журнала «Компьютерра».

## Биография
Дмитрий Мендрелюк родился 24 мая 1965 года в Костроме. Первые 17 лет жизни прожил в городе Мирный Архангельской области — секретном городе, обслуживающем космодром «Плесецк». После окончания средней школы поступил в Ростовское военное училище ракетных войск стратегического назначения на факультет автоматизированных систем управления (АСУ). В 1986 году уволился с 4-го курса училища по собственному желанию. Отслужив 7 месяцев рядовым в Советской армии, продолжил обучение в Московском экономико-статистическом институте также по специальности АСУ. По окончании института был распределён в совместное советско-болгарско-финское предприятие «Новинтех» менеджером по маркетингу.
Женат, есть сын.
За время работы на российском рынке многократно признавался лучшим издателем ИТ-прессы в стране, входит в рейтинги ведущих предпринимателей российского ИТ-рынка от Dator Top-100 и Top Profi. Обладатель «Национальной Интел интернет премии».

## Проекты
В 1990 году открыл своё первое частное малое предприятие — Mendel Info Marketing, занимавшееся маркетинговыми исследованиями зарождавшегося в СССР свободного рынка. В том же году его клиентами стали такие мировые компании, как 3M и Digital (DEC), а также футбольный клуб «Спартак».
В 1991 году создал компьютерную секцию при первой в СССР Московской товарной бирже. Одновременно вошёл в Совет директоров биржи (Биржевой комитет) и стал руководителем компьютерной секции.
В середине 1992 года выпустил первый номер газеты «Компьютерра». В 1994 году газета стала цветной, а в 1995 перешла на формат А4 и превратилась в журнал. В том же году было создано одноимённое издательство (впоследствии издательский дом). «Компьютерра» оставалась лидером российской ИТ-прессы на протяжении последующих 20 лет.
В 1995 же году начал выпускать журнал «Магазин игрушек», посвящённый начинавшему в то время развиваться российскому рынку компьютерных игр. В 1998 году журнал был переименован в Game.exe и до сих пор считается культовым изданием в сфере игровой журналистики.

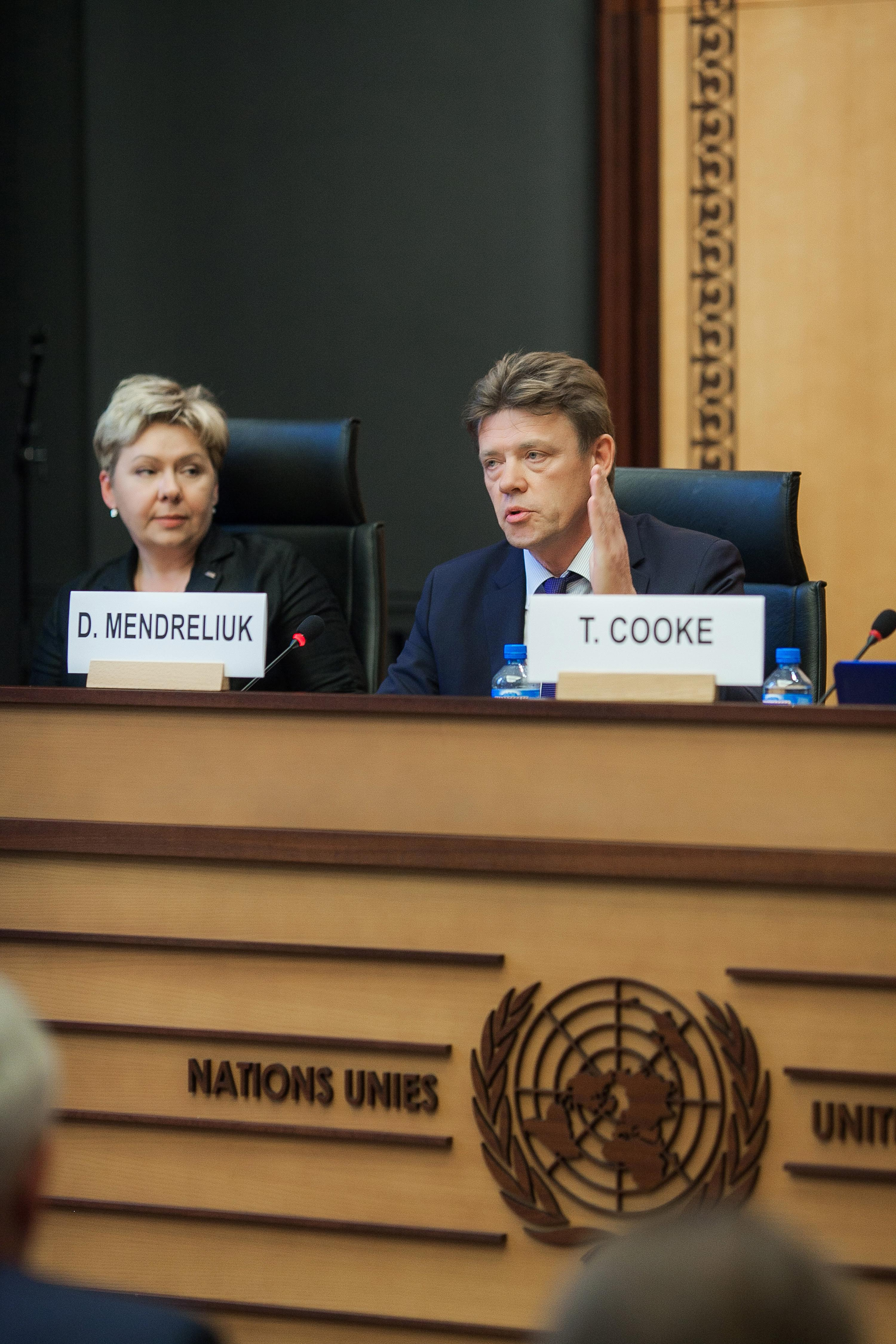
Дмитрий Мендрелюк выступает в 2018 году в ООН

В 1995 году входил в состав российско-американской комиссии Черномырдина—Гора, где в составе подкомиссии по ИТ занимался развитием российско-американских связей в ИТ-сфере.
В 1996 году предложил со страниц «Компьютерры» организовать профессиональный праздник День программиста, который бы праздновался в 256-й день года. Инициатива была одобрена участниками рынка, и в 2009 году президент России Дмитрий Медведев подписал Указ № 1034, установивший День программиста официальным праздником в РФ.
В 1996 году начал выпускать ежемесячный журнал «Домашний компьютер».
В 1997 году начал выпускать еженедельник «Инфобизнес», посвященный ИТ-бизнесу и только зарождавшемуся в то время бизнесу в интернете. В рамках журнала, помимо прочего, был реализован знаковый для того времени проект «Бизнес под колпаком», целью которого было доказать возможность существования прибыльного и успешного онлайн-бизнеса в России. Был создан пробный бизнес-проект интернет-магазина, разработка которого освещалась в бумажном журнале и на сайте. Через год после начала проекта (по его начальным условиям) появившийся в итоге интернет-магазин 1click.ru был продан стороннему покупателю.
В 1997 году Дмитрий Мендрелюк начал выпуск юмористического журнала «Сатирикон» и стал совладельцем и издателем уже существовавшего журнала «Магазин Жванецкого».
В 1998 году вместе с Артемием Лебедевым Дмитрий Мендрелюк стал учредителем первого в России агентства интернет-рекламы System.ru.
В 1998 году начал выпускать журнал «CIO: Руководитель информационной службы». Также в 1998 году запустил первый франчайзинговый проект — «Компьютерра-плюс» в виде сети региональных газет.
В 2000 году все интернет ресурсы издательского дома «Компьютерра» были объединены в единый портал. В его рамках был запущен в качестве отдельного ресурса сайт Compulenta.ru — первый российский ИТ-сайт исключительно новостной направленности.
В 1998 году по соглашению с Forbes выпустил первые два номера «Бизнес-журнала». Проект был остановлен в связи с финансовым кризисом 1998 года. Летом 2002 года издание «Бизнес-журнала» было возобновлено. Журнал почти сразу перешёл на франчайзинговую модель развития в виде региональных журналов, за 2-3 года удалось выйти на первое место (согласно исследованиям Gallup) в России по тиражу одного номера и охвату аудитории несмотря высокую конкуренцию на тогдашнем рынке деловых СМИ.
В 2006—2009 годах вновь исполнял обязанности главного редактора журнала «Компьютерра». В 2009 году бумажный журнал был закрыт, Мендрелюк продолжил быть главным редактором электронной версии до 2017 года. В 2017 году продал проект «Компьютерра».
В 2011 году попытался создать площадку для корпоративных СМИ и блогов «Национальная деловая сеть» (www.i-business.ru).
Весной 2014 года распродал или закрыл все свои активы и «ушёл в творческий отпуск».